# Садио Мане
Садио Мане (фр. Sadio Mané; 10. април 1992) јесте сенегалски фудбалер који наступа за саудијски клуб Ел Наср и сенегалску репрезентацију.
Почевши каријеру са Мецом у Француској, прешао је у Ред Бул Салцбург на крају његове прве сезоне 2012. После освајања аустријске бундеслиге и аустријског купа 2013—14, потписао је за Саутхемптон. У сезони 2014—15, Мане је поставио рекорд премијер лиге за најбржи хет-трик, постигавши три гола за 176 секунди у победи од 6-1 над Астон Вилом на Сент Мерис стадиону.
Мане је до сада одиграо преко 40 утакмица за репрезентацију Сенегала и наступао за сенегалску репрезентацију на олимпијским играма 2012 и афричком купу нација 2015.

## Клупска каријера

### Мец
Мане је почео фудбалску професионалну каријеру у Мецу 14. јануара 2012. године, ушавши као замена за Кевина Дијаза у 75. минуту у поразу код куће 0-1 од Бастије у Лиги 2. Одиграо је 19 утакмица у својој првој сезони, 12 као стартер и постигавши утешни гол у поразу од Генгама 2-5 на стадиону Сент Симфоријен 4. маја. Мец је испао у националном шампионату на крају сезоне.

### Ред Бул Салцбург
Дана 31. августа 2012. године, Мане је отишао у аустријску Бундеслигу, у Ред Бул Салцбург, за трећи највећи трансфер који је Мец остварио. Трансфер је износио 4 милиона евра.
Постигао је свој први хет-трик за клуб 31. октобра, у гостујућој победи над Калздорфом у трећој рунди аустријског купа.
Дана 27. октобра 2013. године, постигао је свој први хет-трик у аустријској Бундеслиги, у гостујућој победи над Гредигом. Постигао је још један хет-трик 7. маја 2014. у победи Салцбурга од 7-0 над Хорном, у полуфиналу купа. Сезона се завршила дуплом круном.

### Саутхемптон
Дана 1. септембра 2014. године Мане је прешао у Премијер лигу у Саутхемптон за 11,8 милиона фунти и потписао четворогодишњи уговор.

#### 2014—15 сезона
Мане је дебитовао у Лига купу против Арсенала 23. септембра у победи од 2-1, постигао је први гол из пенала. Његова прва лигашка утакмица била је против Квинс парк ренџерса у победи 2-1 четири дана касније, када је почео као стартер и асистирао Рајану Бертранду за први гол на утакмици.
Постигао је први гол за клуб у победи против Сандерленда од 8:0, 18. октобра 2014. иако је касније признат као аутогол Патрика ван Анхолта. Како год, постигао је гол у победи против Стоук ситија 1-0 следећег викенда. У децембру и јануару постигао је гол на три узастопне утакмице, против Кристал Паласа, Челсија и Арсенала.
Мане је постигао два одлучујућа гола у победи од 1:0 против Квинс парк ренџерса 7. фебруара 2015. и против Кристал Паласа 3. марта 2015. Међутим, Мане је због кашњења на стадиону пропустио утакмицу коју је његов тим изгубио од Ливерпула 2-0, 22. фебруара 2015. Постигао је поново гол у поразу против Сандерланда 2. маја 2015.
Дана 16. маја 2015. године, у последњој утакмици сезоне, Мане је постигао најбржи хет-трик у премијер лиги за 2 минута и 56 секунде против Астон Виле и поставио рекорд за најбржи хет-трик. Рекорд је поставио Роби Фаулер 1994. године, који је постигао три гола за 4 минута и 33 секунде. Мане је завршио сезону са 10 голова из 32 наступа у свим такмичењима.

#### 2015—16 сезона
Мане је започео сезону 2015—16. са две асистенције против Витесеа у првој утакмици трећег кола квалификација за Лигу Европе код куће и у реваншу, где је Саутхемптон укупним резултатом 5-0 прошао у следеће коло. Дана 2. децембра, Мане је постигао гол за само 39 секунди против Ливерпула у четвртфиналу Лига купа, али су Свеци изгубили код куће 6-1.

### Ливерпул
Дана 1. јула 2016. Мане је прешао у Ливерпул за 34 милиона фунти и потписао петогодишњи уговор. Овим трансфером је постао "најскупљи афрички играч у историји".

## Репрезентативна каријера
Мане је био део сенегалског тима на олимпијским играма 2012. године и играо је сваки меч у групи А. Били су другопласирани иза Велике Британије пре него што су изгубили у четвртфиналу 4-2 после продужетака од каснијег шампиона Мексика.
Мане је одсуствовао из сенегалског тима на Афричком купу нација 2015, након што је задобио повреду листа у победи Саутхемптона над Арсеналом 1. јануара од 2-0. Касније се вратио у тим и играо два меча у групној фази против Јужне Африке и Алжира.

## Статистика каријере

### Клуб
До 15. маја 2016.
| Клубови                 | Клубови                 | Клубови                        | Лига     | Лига   | Куп                      | Куп                      | Лига Куп                     | Лига Куп                     | Европа   | Европа | Укупно   | Укупно |
| Сезона                  | Клуб                    | Лига                           | Утакмице | Голови | Утакмице                 | Голови                   | Утакмице                     | Голови                       | Утакмице | Голови | Утакмице | Голови |
| Француска               | Француска               | Француска                      | Лига     | Лига   | Куп Француске у фудбалу  | Куп Француске у фудбалу  | Лига куп Француске у фудбалу | Лига куп Француске у фудбалу | Европа   | Европа | Укупно   | Укупно |
| ----------------------- | ----------------------- | ------------------------------ | -------- | ------ | ------------------------ | ------------------------ | ---------------------------- | ---------------------------- | -------- | ------ | -------- | ------ |
| 2011–12                 | Мец                     | Лига 2                         | 19       | 1      | 0                        | 0                        | 0                            | 0                            | -        | -      | 19       | 1      |
| 2012–13                 | Мец                     | Трећа лига Француске у фудбалу | 3        | 1      | 0                        | 0                        | 1                            | 0                            | -        | -      | 4        | 1      |
| Мец Укупно              | Мец Укупно              | Мец Укупно                     | 22       | 2      | 0                        | 0                        | 1                            | 0                            | 0        | 0      | 23       | 2      |
| Аустрија                | Аустрија                | Аустрија                       | Лига     | Лига   | Аустријски куп у фудбалу | Аустријски куп у фудбалу | Лига куп                     | Лига куп                     | Европа   | Европа | Укупно   | Укупно |
| 2012–13                 | Ред Бул Салцбург        | Бундеслига Аустрије у фудбалу  | 26       | 16     | 3                        | 3                        | -                            | -                            | -        | -      | 29       | 19     |
| 2013–14                 | Ред Бул Салцбург        | Бундеслига Аустрије у фудбалу  | 33       | 13     | 4                        | 5                        | -                            | -                            | 13       | 5      | 50       | 23     |
| 2014–15                 | Ред Бул Салцбург        | Бундеслига Аустрије у фудбалу  | 4        | 2      | 1                        | 1                        | -                            | -                            | 3        | 0      | 8        | 3      |
| Ред Бул Салцбург Укупно | Ред Бул Салцбург Укупно | Ред Бул Салцбург Укупно        | 63       | 31     | 8                        | 9                        | 0                            | 0                            | 16       | 5      | 87       | 45     |
| Енглеска                | Енглеска                | Енглеска                       | Лига     | Лига   | ФА куп                   | ФА куп                   | Лига куп                     | Лига куп                     | Европа   | Европа | Укупно   | Укупно |
| 2014–15                 | Саутхемптон             | Премијер лига                  | 30       | 10     | 0                        | 0                        | 2                            | 0                            | -        | -      | 32       | 10     |
| 2015–16                 | Саутхемптон             | Премијер лига                  | 37       | 11     | 1                        | 0                        | 2                            | 3                            | 3        | 1      | 43       | 15     |
| Саутхемптон Укупно      | Саутхемптон Укупно      | Саутхемптон Укупно             | 67       | 21     | 1                        | 0                        | 4                            | 3                            | 3        | 1      | 72       | 25     |
| Каријера укупно         | Каријера укупно         | Каријера укупно                | 152      | 54     | 9                        | 9                        | 5                            | 3                            | 19       | 6      | 185      | 72     |

### Репрезентација
До 20. јуна 2023.
| 2012.  | 6  | 2  |
| 2013.  | 8  | 1  |
| 2014.  | 9  | 3  |
| 2015.  | 9  | 3  |
| 2016.  | 7  | 1  |
| 2017.  | 10 | 4  |
| 2018.  | 9  | 1  |
| 2019.  | 11 | 4  |
| 2020.  | 2  | 2  |
| 2021.  | 9  | 5  |
| 2022.  | 13 | 8  |
| 2023.  | 4  | 3  |
| Укупно | 97 | 37 |

## Трофеји

### Клуб

#### Ред бул Салцбург
- Бундеслига Аустрије: 2013/2014.
- Куп Аустрије: 2013/2014.

#### Ливерпул
- Премијер лига: 2019/20.
- ФА куп: 2021/22.
- Лига куп: 2021/22.
- Лига шампиона: 2018/19.
- Суперкуп Европе: 2019.
- Светско клупско првенство: 2019.

#### Бајерн Минхен
- Бундеслига: 2022/23.
- Суперкуп Немачке: 2022.

#### Ел Наср
- Арапски клупски куп шампиона: 2023.

### Репрезентација

#### Сенегал
- Афрички куп нација: 2021.